# Sagospel

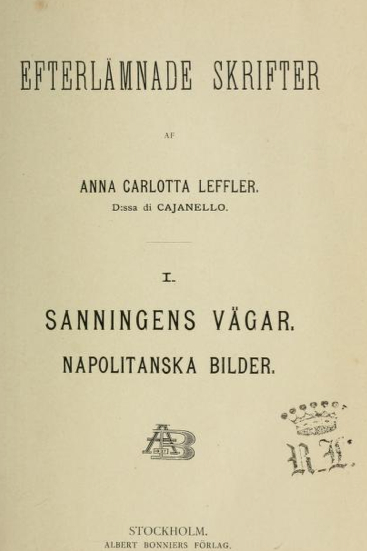
Försättsblad till Anne Charlotte Lefflers Sanningens vägar, ett exempel på sagospel.

Sagospel eller feeri är ett drama vars handling bygger på ett sagomotiv.
Genren växte fram genom romantikens svärmeri för folkdikten och ledde till försök, av bland andra dramatikern Ludwig Tieck, att införa sagogestalter på scenen. Hans exempel följdes av Adam Oehlenschläger i Alladin och Per Daniel Amadeus Atterbom i Lycksalighetens ö (1824–1827). I senare tid har sagospel skrivits av bland andra August Strindberg, Holger Drachmann och Maurice Maeterlinck. Även Anne Charlotte Lefflers Sanningens vägar (1892) är ett exempel på sagospel.